# Mathura (huyện)
Huyện Mathura là một huyện thuộc bang Uttar Pradesh, Ấn Độ. Thủ phủ huyện Mathura đóng ở Mathura. Huyện Mathura có diện tích 3333 ki lô mét vuông. Đến thời điểm năm 2001, huyện Mathura có dân số 2069578 người.